# Stoffage

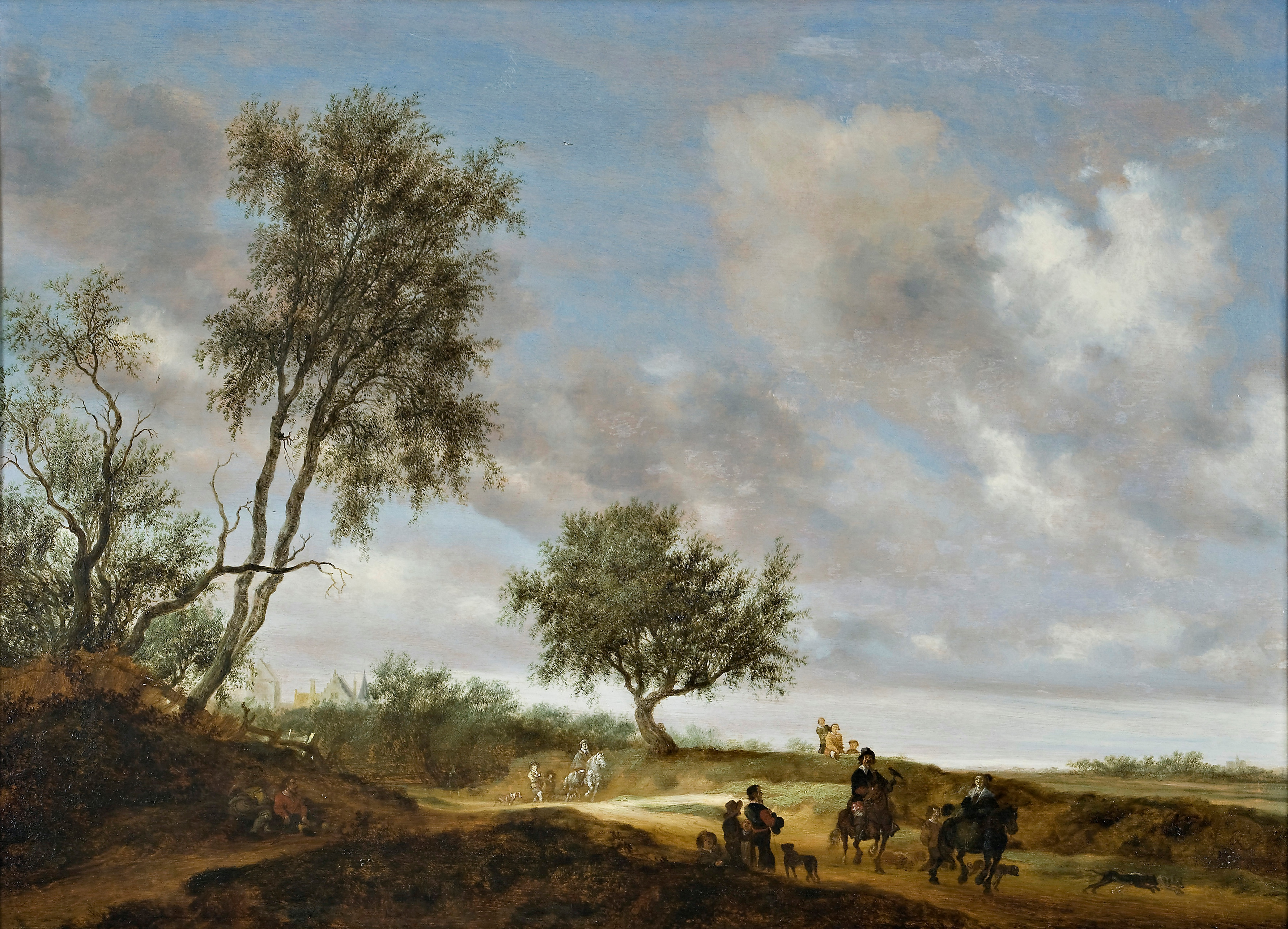
Salomon van Ruysdael (ca. 1602-1670), Landschap met jachtgezelschap

In de landschapsschilderkunst vormen de naast de hoofdfiguren of -elementen afgebeelde mensen, dieren of andere ornamentatie de stoffage, stoffering of (verouderd) stoffaadje. Stoffage dient ter decoratie en verlevendiging en maakt bovendien de schaalverhoudingen van het werk aanschouwelijk.
In andere talen wordt voor dit begrip het Duitse woord Staffage gebruikt.

## Etymologie
De term stoffage is verwant aan de Duitse termen staffel, staffeley, en staffieren (decoreren). Met het Franse achtervoegsel “-age” werd staffage gevormd, dat de betekenis van ‘accessoire’ en ‘decoratie’ kreeg.

## Geschiedenis
Het vroegste gebruik van de term in de schilderkunst, met de betekenis van versieren of decoreren, is onder meer te vinden in het Schilder-Boeck van Karel van Mander, die beschreef hoe zijn leermeester Pieter Vlerick (1539-1581) het stofferen moest doen als jong en nog onervaren schilder. Het schilderen van figuren en dieren in een landschap was echter niet altijd ondergeschikt. Met de term stoffage werden ook belangrijke figuren aangeduid.
In zijn Schilder-boeck noemde De Mander tevens de taferelen die middels het stofferen ontstonden storykens ('verhaaltjes'). Daarnaast maakte hij ook nog een onderverdeling met categorieën als cleen gerucht ('achtergrondgeluiden'), die verwezen naar synesthetische details zoals het ratelen van wagenwielen of het kraken van wielassen.
Tijdens de periode van de barok gebruikten Franse schilders zoals Nicolas Poussin (1594 – 1665) en Claude Lorrain (ca. 1600 – 1682) vaak stoffage.
In de 16e en 17e eeuw werkten schilders wel samen. Er bestonden specialisten die kleine figuren of levende have aan een landschap of stadsgezicht toevoegden. Daarbij schilderde de stoffeerder soms in opdracht van de eigenaar van het schilderij over het voltooide werk heen. Stoffageschilders gebruikten soms standaardvoorbeelden van prenten, tekeningen of olieverfschetsen. Deze figuren werden naar believen ook herhaald in verschillende schilderijen. Soms werd de stoffeerder niet met naam genoemd bij een schilderij.
Sommige schilders, zoals Jan van der Heyden (1637 - 1712), maakten schilderijen in verschillende versies, zowel mét als zonder stoffage.

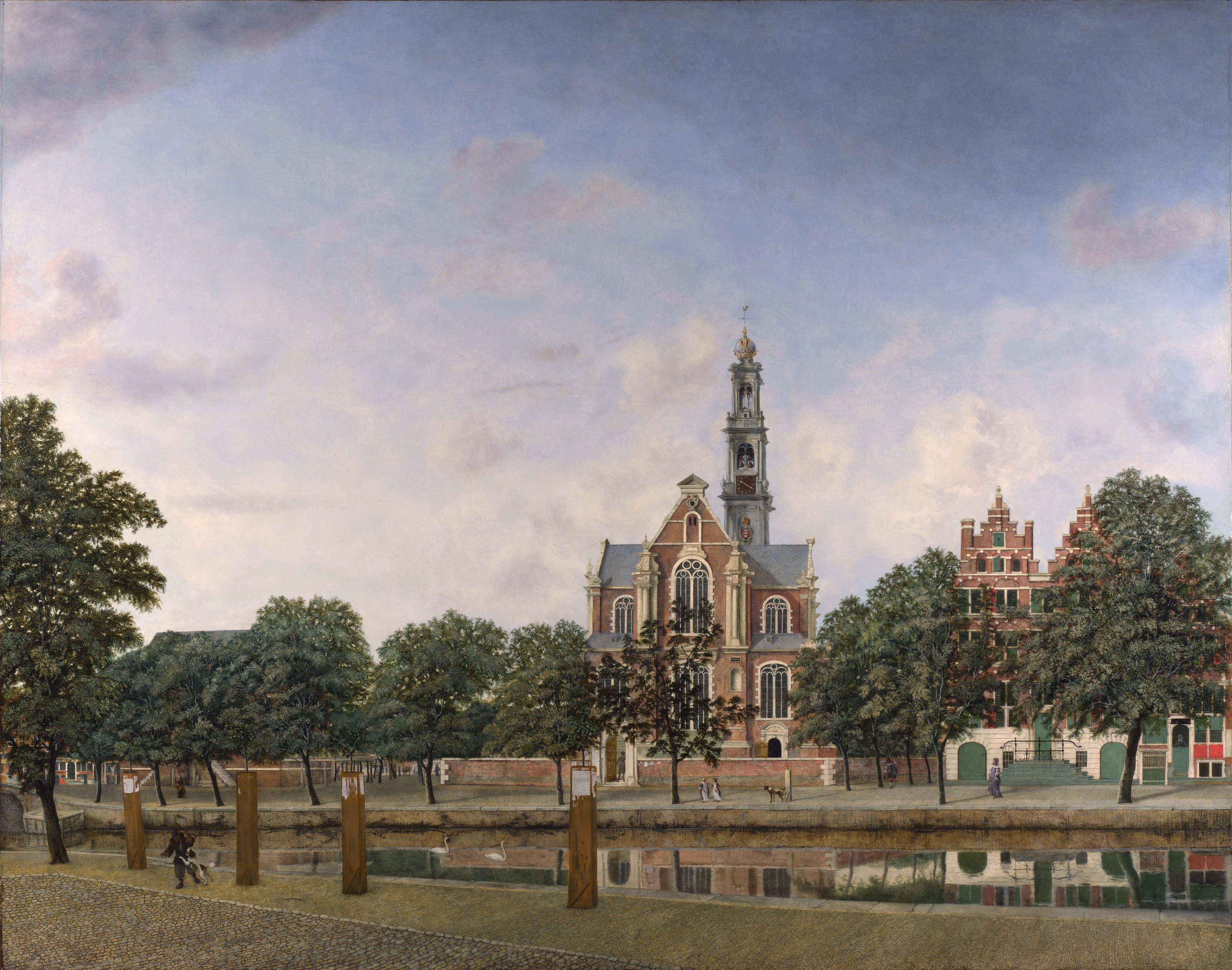
Westerkerk Amsterdam door Jan van der Heyden, geschilderd in 1660
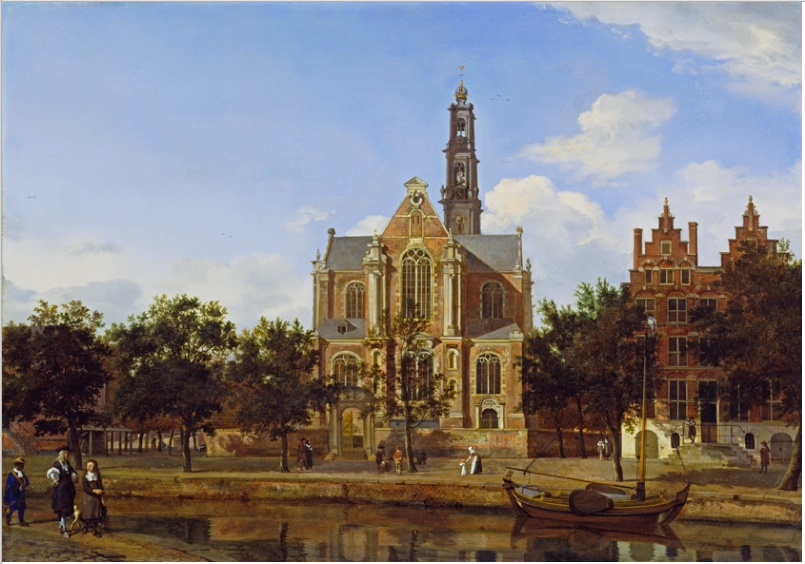
Westerkerk door Jan van der Heyden, rond 1670, met andere stoffering

In de 18e eeuw werden ongestoffeerde schilderijen moeilijker verkoopbaar. Wanneer Bijbelse of mythologische figuren worden gebruikt wordt het landschapsschilderij prestigieuzer, en vaak waardevoller, hetgeen in overeenstemming was met de toentertijd geldende hiërarchie van genres binnen de schilderkunst. Het schilderij werd dan een historiestuk in plaats van een landschap. Dit gold zelfs als de gestoffeerde figuren klein en onopvallend waren in een groot geschilderd landschap. Dergelijke werken krijgen vaak moderne titels die beginnen met "Landschap met ... " .
Aan het eind van de 18e eeuw werden boeken met patronen voor honderden verschillende figuren gepubliceerd, zodat schilders deze in hun composities konden "knippen en plakken." Eerdere kunstenaars hadden tekeningen van dergelijke figuren verzameld. Dezelfde figuren komen daarom vaak terug in verschillende werken van een kunstenaar, en kunnen soms worden herleid tot andere kunstenaars.

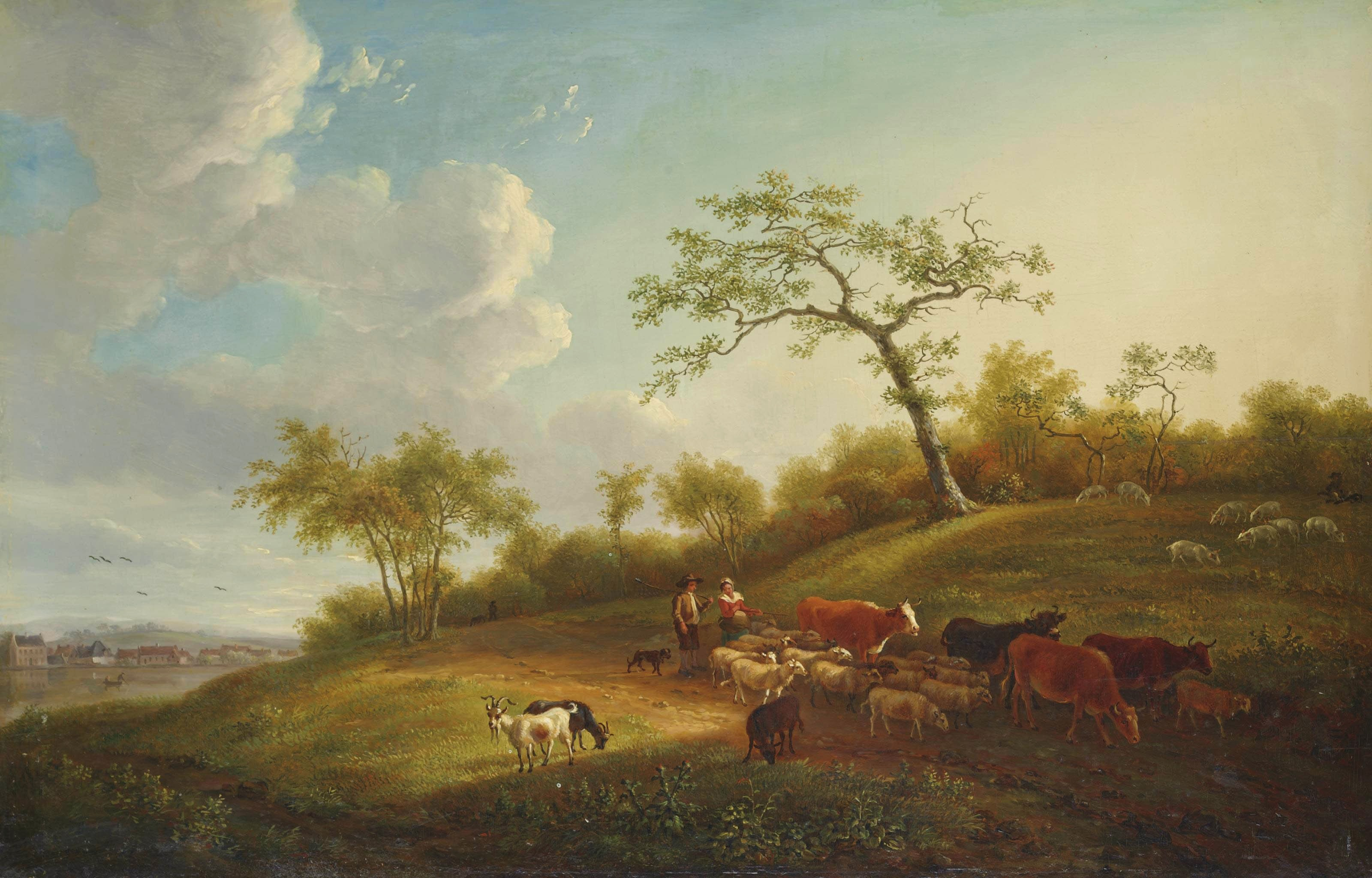
Schilderij van Jean-Baptiste De Roy (1759 - 1839)

Een voorbeeld van het gebruik van het woord stoffaadje in 1813 staat in de volgende tekst van een anoniem auteur: 
Wij haasten ons nog melding te maken van drie landschappen met vee, uit Brussel door den kunstkeurigen Heer J.B. Deroy gezonden. De luchten en het landschap vonden wij zeer verdienstelijk en natuurlijk, en oordeelden deze beter dan de stoffaadje, welke, hoezeer niet onbevallig, ons wat stijf voorkwam.  
In navolging van Van Manders categorisering van gestoffeerde werken worden vanuit hedendaags perspectief onder meer de volgende categorieën herkend:
- Realistische stedelijke en natuurlandschappen waarin de stoffering 'slechts' ter verlevendiging van het werk dient. (zie Landschap met jachtgezelschap, Westerkerk)
- Dieren en vogels in het paradijs; gedetailleerde natuurlandschappen die lijken te trillen van het leven door alle vogels en andere dieren. (zie Paradijs)
- Dorpstaferelen en kermissen; een miniatuurwereld waarin vele figuren met kleine en schijnbaar onbeduidende gebeurtenissen de hoofdrol spelen. (Zie Grote dorpskermis)
- Bijbelse taferelen, die met de stoffering lessen aan de toeschouwer over proberen te brengen. (Zie laatste oordeel)

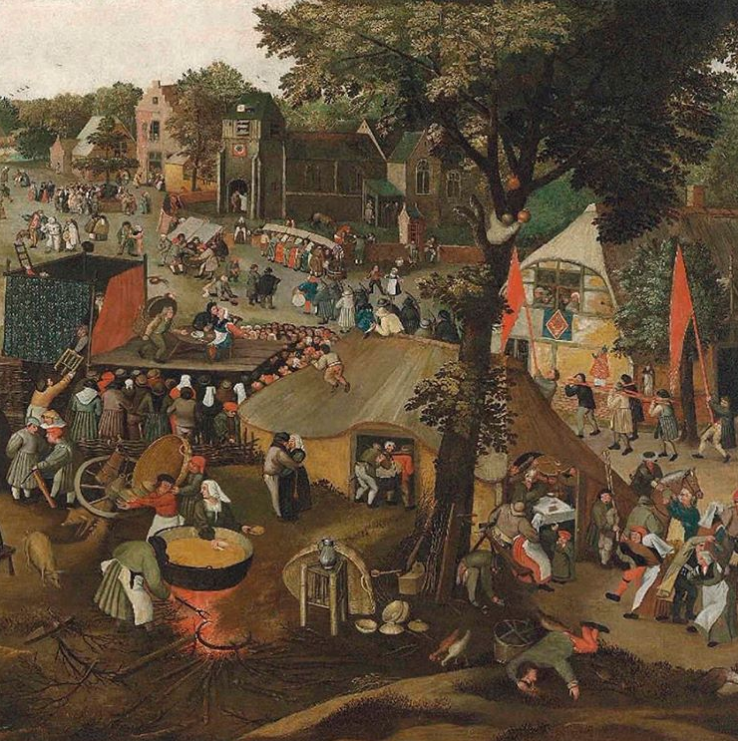
Grote dorpskermis met een toneelopvoering van 'Een Cluyte Van Plaeyerwater', van Jan Brueghel de Jonge
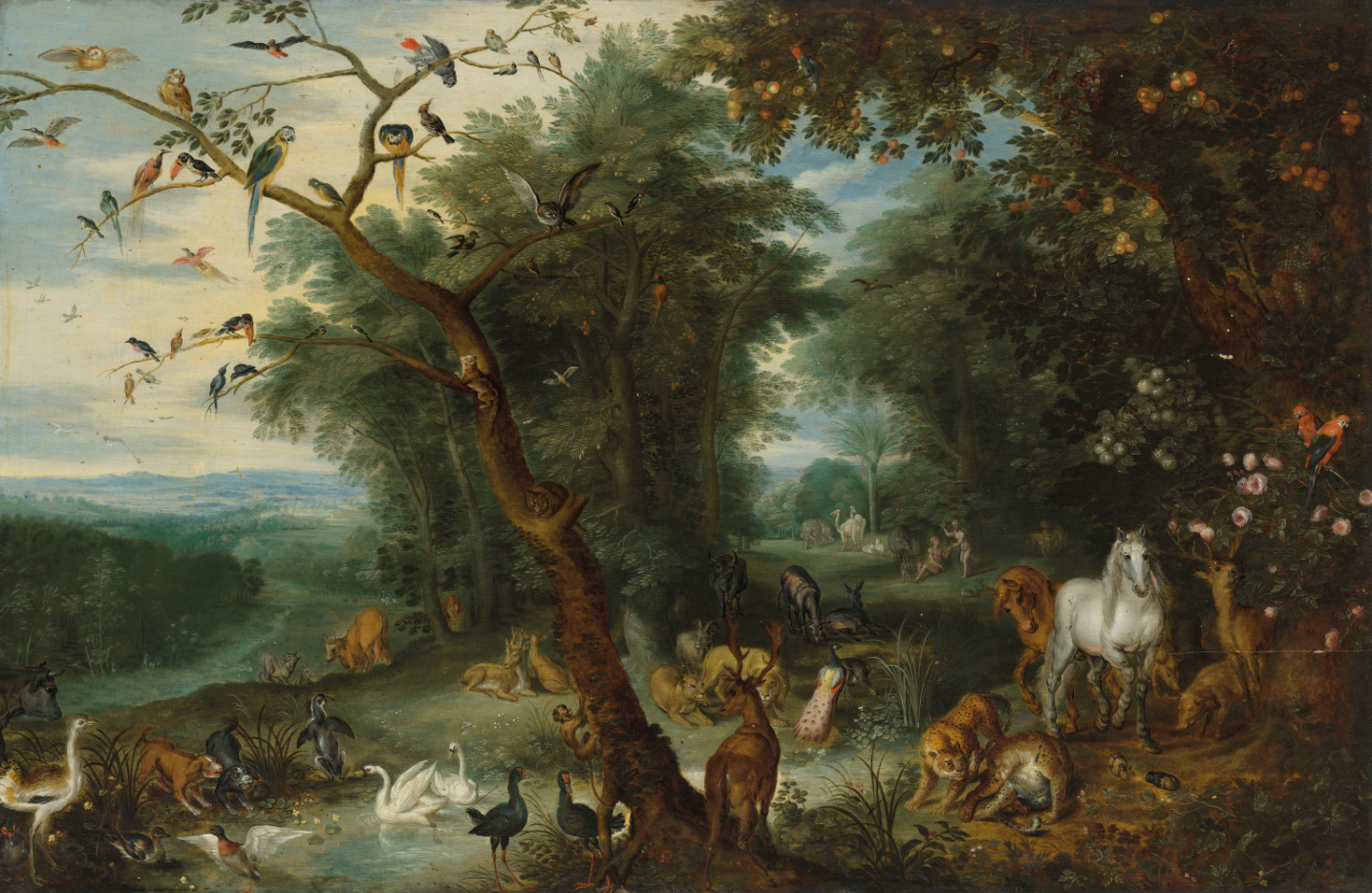
Paradijs van Jan Brueghel de Jonge
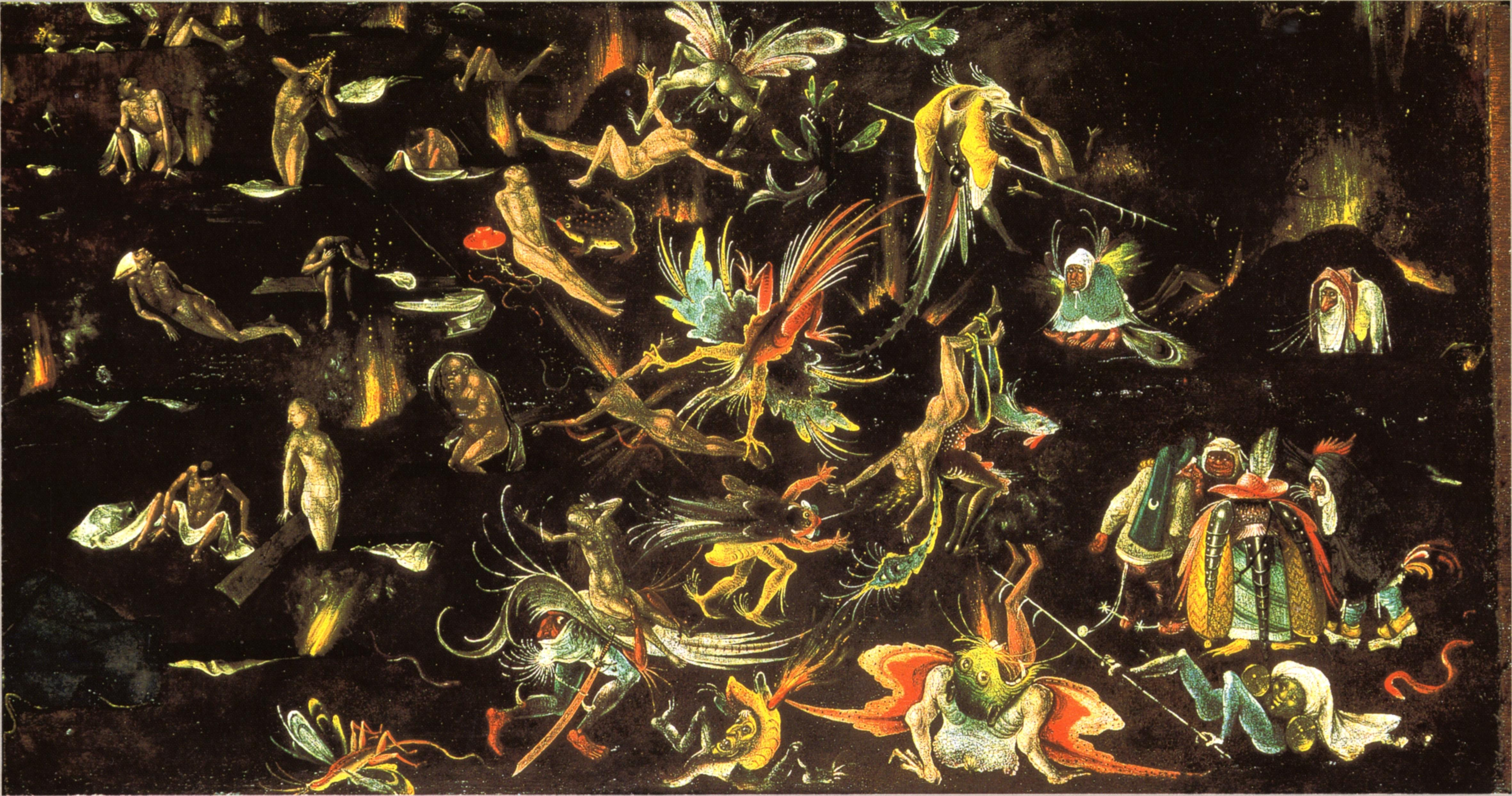
Laatste oordeel van Jheronimus Bosch

## Wetenswaardigheden

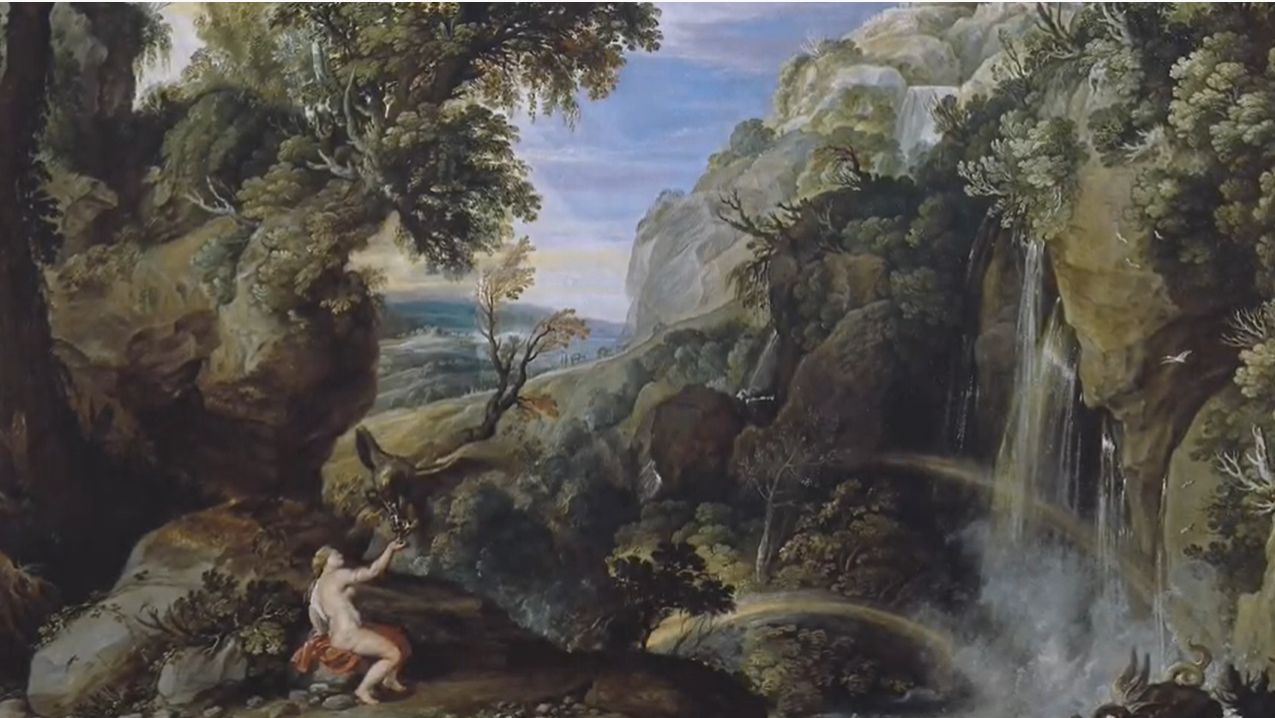
Heilige Hieronymus, geschilderd door Paul Bril, gestoffeerd tot Psyche en Jupiter, door Peter Paul Rubens.

- Een beroemde schilder als Rubens "stoffeerde" ook schilderijen van oudere datum. Zo veranderde Rubens een landschap van Paul Bril waar de Heilige Hieronymus op afgebeeld was, en dat hij in bezit had, in een Landschap met Psyche,[10] door een nieuwe figuur er in te stofferen.[2]
- De term stoffering wordt op soortgelijke manier als in de schilderkunst ook in de tuinarchitectuur gebruikt. Een tuin kan worden gestoffeerd met fonteinen, watervallen, balustrades, tempels of andere follys,[11]